# Riddle (Oregon)
Pour les articles homonymes, voir Riddle.
Riddle est une municipalité américaine située dans le comté de Douglas en Oregon.
Lors du recensement de 2010, sa population est de 1 185 habitants. La municipalité s'étend sur 0,63 milles carrés (1,63 km2).
La localité doit son nom à une famille propriétaire de mines dans la région. Elle devient une municipalité le 30 janvier 1893.